# Ида де Тосни
Ида де Тосни (англ. Ida de Tosny; умерла после 1181) — английская аристократка, любовница английского короля Генриха II Плантагенета, родив от него сына, а позже вышла замуж за Роджера Биго, 2-го графа Норфолка. Долгое время её происхождение было неизвестно, но в настоящее время считается, что она происходила из англонормандского рода Тосни.

## Происхождение
Происхождение матери Уильяма (I) Лонжеспе, графа Солсбери, незаконнорожденного сына короля Англии Генриха II Плантагенета, долгое время было не установлено. В «Истории Великобритании» Джона Спида, опубликованной в 1611 году, утверждалось, что матерью Уильяма была Розамунда Клиффорд, однако в настоящее время считается, что данное утверждение неверно. В двух хартия, данных разным монастырям, он называет свою мать «графиня Ида». Сам Уильям, возможно, родился около 1170 года.
В данный период известны 3 графини по имени Ида: графиня Булони, дочь графа Жана I д’Э от брака с Элис д’Обиньи и жена Роджера Биго, 2-го графа Норфолка. Ида Булонская, скорее всего, родилась между 1160 и 1165 годами и не могла быть матерью Уильяма Лонжеспе. Ида д’Э тоже, судя по всему, была слишком мала, чтобы стать в этот период королевской любовницей и родить сына. Поэтому в настоящее время считается, что наиболее вероятной матерью Уильяма Лонжеспе была Ида, жена графа Норфолка. Фейр указывает, что Ральф Биго, сын Иды, попавший в плен в июле 1214 года во время битвы при Бувине, назван «братом графа Солсбери». Поскольку отцы у них были разные, то это родство могло быть только через мать.
Автор «The Victoria County History of Oxford» (1957 год) указывал, что Ида, любовница Генриха II, была дочерью Роберта де Шомона и женой Роджера же Тосни. Однако, как указывает Реймонд Фейр, здесь перепутаны Ида де Эно, жена Роджера III де Тосни, феодального барона Фламстеда, и Ада де Шомон, жена их сына Роджера. Хотя некоторые исследователи и пытались отождествить Аду с «графиней Идой», но она не могла быть женой графа Норфолка, поскольку в 1201 и 1204 годах упоминается как вдова, в то время как жена Роджера Биго родила ему наследника гораздо раньше.
Реймонд Фейр на основе анализа различных хартий предположил, что мать графа Солсбери могла быть дочерью Роджера III де Тосни и Иды де Эно. Хотя в источниках такая дочь не упоминается, но Уильям Лонжеспе и его потомки имели тесные связи с семейством Тосни. 
Версия Фейра о происхождении Иды принимается автором статьи об Уильями Лонжеспе в «Оксфордской биографической энциклопедии». Существует также версия, что родителями Иды были Ральфа (Рауля) IV де Тосни, сын Роджера III, и Маргарита де Бомон.

## Биография
О биографии Иды известно очень мало. Она была любовницей английского короля Генриха II, от которого родила сына Уильяма. Точный год неизвестен, но вероятно, что это произошло не ранее 1170 года.
В рождество 1181 года Ида вышла замуж за Роджера Биго, который в 1189 году стал графом Норфолком. В этом браке родилось 8 или 9 детей. Этот брак устроил король, который также передал поместья Эйкл, Халвергейт и Южный Уолшем. Впрочем, после смерти отца Роджера эти владения были отобраны.
Год смерти Иды неизвестен.

## Брак и дети
Муж: Роджер Биго (умер в 1221), 2-й граф Норфолк с 1189 года. Дети:
- Хью Биго (умер 11/18 февраля 1225), 3-й граф Норфолк с 1221 года[9].
- Уильям Биго[9].
- Джон Биго[9].
- Ральф Биго (умер после 1214)[9].
- Роджер Биго (умер в 1230)[9].
- Мэри Биго; муж: Рандульф Фиц-Роберт (умер в 1251), феодальный барон Мидлхема[9].
- Марджери Биго; муж: Уильям II де Гастингс (умер около января 1226)[9].
- Ида Биго[9].
- (?) Элис Биго (умерла после 1214); муж: Обри де Вер (около 1163 — 1214), 2-й граф Оксфорд с 1194 года[9].

От любовной связи с королём Англии Генрихом II Плантагенетом известен 1 сын:
- Уильям (I) Лонжеспе (Длинный Меч) (около 1170 — 26 марта 1226), 3-й граф Солсбери с 1196 года[5].

## В культуре
Ида и её муж являются главными героями романа Элизабет Чедвик «Ради милости короля», изданного в 2008 году, входящего в цикл «Уильям Маршал». Также она является второстепенным персонажем другого романа цикла — «Отвергнуть короля», изданного в 2010 году.